# Antje Rávik Strubel

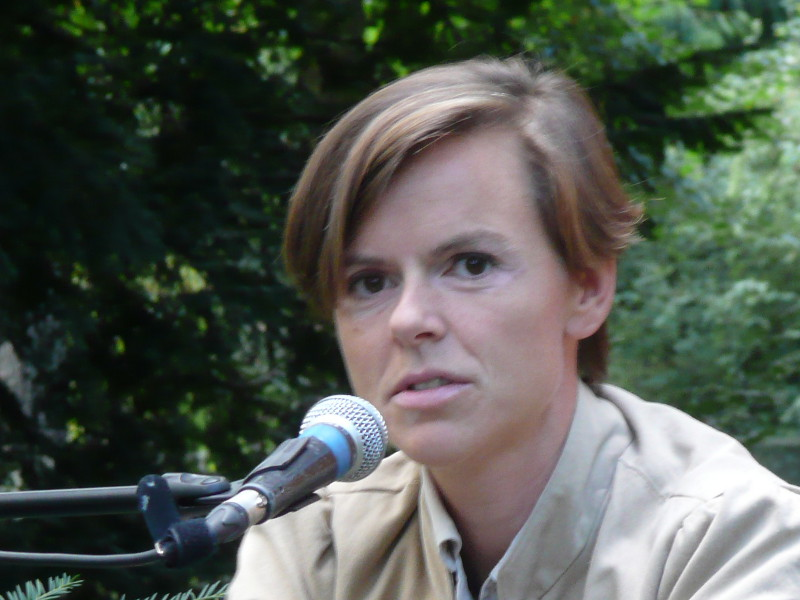
Antje Rávic Strubel bei einem Interview auf dem Erlanger Poetenfest 2011

Antje Rávik Strubel, auch Antje Rávic Strubel (* 12. April 1974 als Antje Strubel in Potsdam), ist eine deutsche Schriftstellerin und Übersetzerin.

## Leben
Antje Strubel machte nach dem Abitur zunächst eine Ausbildung zur Buchhändlerin und studierte danach an der Universität Potsdam und der New York University Literaturwissenschaften, Psychologie und Amerikanistik. In New York arbeitete sie nebenbei als Beleuchterin an einem Off-Theater.
Bekannt wurde sie 2001, als sie bei den Klagenfurter Literaturtagen den Ernst-Willner-Preis erhielt. In dieser Zeit entschied sie sich für einen Autorennamen, indem sie ihrem Namen den erfundenen Namen „Rávic“ hinzufügte, den sie später in „Rávik“ änderte. 2003 wurde sie mit dem Roswitha-Preis und dem Deutschen Kritikerpreis ausgezeichnet.
Ihr Roman Tupolew 134 (2004) stieß auf überwiegend positive Kritik. Sie beschreibt dort die Konflikte um die Entführung einer polnischen Passagiermaschine durch DDR-Bürger im Jahr 1978. 2005 erhielt sie den Marburger Literaturpreis und den Förderpreis des Bremer Literaturpreises.
2004 war Rávik Strubel Stipendiatin der Villa Aurora / Thomas Mann House in Los Angeles, seit 2006 hat sie sich im deutschen Sprachraum auch einen Namen als literarische Übersetzerin gemacht, mit jeweils mehreren Werken von Joan Didion, Lucia Berlin und Virginia Woolf.
Der Roman Kältere Schichten der Luft (2007) handelt von einem Aufenthalt von Menschen um die 30 in Schweden, wo sie mit ungelebtem Leben und den Tücken des Glücks konfrontiert werden. Auch dieser literarisch-psychologische Roman fand bei Kritikern Anklang. Für diesen Roman erhielt sie 2007 den Hermann-Hesse-Preis und den Rheingau Literatur Preis.
Von Februar bis Juli 2016 war sie Stadtschreiberin in Rheinsberg.
2021 wurde Strubels Roman Blaue Frau veröffentlicht. Er handelt von einer Tschechin, die Praktikantin eines Ferienresorts in Nordostdeutschland ist und vergewaltigt wird. In dem Roman verarbeitete sie die Erfahrungen eines halbjährigen Aufenthaltes in Helsinki. Das Werk wurde im Jahr des Erscheinens mit dem Deutschen Buchpreis ausgezeichnet. Die Jury lobte es für seine „existenzielle Wucht und poetische Präzision“ sowie als „Reflexion über rivalisierende Erinnerungskulturen in Ost- und Westeuropa und Machtgefälle zwischen den Geschlechtern“.
Ende Oktober 2021 wurde Strubel in die Mainzer Akademie der Wissenschaften und der Literatur aufgenommen. Sie ist Mitglied des PEN Zentrums Deutschland und Mitgründerin des PEN Berlin. Sie ist außerdem Mitglied im Beirat Literatur und Übersetzungsförderung des Goethe-Instituts.
Im März 2022, kurz nach dem Beginn des russischen Überfalls auf die Ukraine 2022, äußerte sie in einem offenen Brief ihr Unverständnis über die ihrer Meinung nach zögerliche Haltung der deutschen Politik im Ukrainekrieg.
Im Jahr 2025 kam mit Der Einfluss der Fasane ihr Nachfolgeroman zur Blauen Frau heraus.
Antje Rávik Strubel lebt und arbeitet in Potsdam. Sie lebt dort mit ihrer Partnerin zusammen.

## Werke

### Einzelveröffentlichungen
- Offene Blende. Roman. dtv, München 2001, ISBN 3-423-24251-5.
- Unter Schnee. Episodenroman. dtv, München 2001, ISBN 3-423-24277-9.
- Fremd Gehen. Ein Nachtstück. Marebuch, Hamburg 2002, ISBN 3-936384-01-0.
- Tupolew 134. Roman. C. H. Beck, München 2004, ISBN 3-406-52183-5.
- Kältere Schichten der Luft. Roman. S. Fischer, Frankfurt am Main 2007, ISBN 978-3-10-075121-8.
- Vom Dorf. Abenteuergeschichten zum Fest. dtv, München 2007, ISBN 978-3-423-24622-4.
- Gebrauchsanweisung für Schweden. Piper Verlag, München 2008, ISBN 978-3-492-27556-9.
- Sturz der Tage in die Nacht. S. Fischer, Frankfurt am Main 2011, ISBN 978-3-10-075136-2.
- Gebrauchsanweisung für Potsdam und Brandenburg. Piper Verlag, München 2012, ISBN 978-3-492-27604-7.[14]
- Gebrauchsanweisung fürs Skifahren. Piper Verlag, München 2016, ISBN 978-3-492-27671-9.
- In den Wäldern des menschlichen Herzens. Episodenroman. S. Fischer, Frankfurt am Main 2016, ISBN 978-3-10-002281-3.
- Blaue Frau. S. Fischer, Frankfurt am Main 2021, ISBN 978-3-10-397101-9.
- Es hört nie auf, dass man etwas sagen muss. Essays. S. Fischer, Frankfurt am Main 2022, ISBN 978-3-1039-7170-5.
- Nah genug weit weg. Lichtenberg-Poetikvorlesungen. Wallstein Verlag, Göttingen 2023, ISBN 978-3-8353-5544-6.
- Der Einfluss der Fasane, Verlag S. Fischer, Frankfurt am Main 2025

### Übersetzungen
- Joan Didion: Das Jahr magischen Denkens. Roman. Claassen, Berlin 2006, ISBN 3-546-00405-1.
- Joan Didion: Wir erzählen uns Geschichten, um zu leben. Kurzgeschichten. Claassen, Berlin 2008, ISBN 978-3-546-00409-1.
- Joan Didion: Blaue Stunden. Roman. Ullstein, Berlin 2012, ISBN 978-3-550-08886-5.
- Joan Didion: Süden und Westen. Notizen. Ullstein, Berlin 2018, ISBN 978-3-550-05022-0.
- Favel Parrett: Jenseits der Untiefen. Roman. Hoffmann und Campe, Hamburg 2013, ISBN 978-3-455-40434-0.
- Lucia Berlin: Was ich sonst noch verpasst habe. Stories. Arche Literatur Verlag, Zürich 2016, ISBN 978-3-7160-2742-4.
- Lucia Berlin: Welcome Home. Erinnerungen, Bilder und Briefe. Kampa Verlag, Zürich 2019, ISBN 978-3-311-10011-9.
- Lucia Berlin: Abend im Paradies. Stories. Kampa Verlag, Zürich 2019, ISBN 978-3-311-10015-7, ebendort 2020 als Taschenbuch (Kampa Pocket) unter dem Titel Abend im Paradies. Erzählungen., ISBN 978-3-311-15002-2.
- Virginia Woolf: Ein Zimmer für sich allein. Kampa Verlag, Zürich 2019, ISBN 978-3-311-22003-9.
- Virginia Woolf: Vom Verachtetwerden oder Drei Guineen. Kampa Verlag, Zürich 2021, ISBN 978-3-311-22005-3.
- Monika Fagerholm: Wer hat Bambi getötet?. Residenz Verlag, Salzburg/Wien 2022, ISBN 	978-3-7017-1759-0

### Hörspiele
- Kältere Schichten der Luft, Deutschlandfunk, 2006
- Tupolev 134, Südwestrundfunk, 2007
- Klappersteine, Deutschlandfunk, 2009
- Das Haus von Fernanda Mendoza, von Zaia Alexander & Antje Rávic Strubel, Südwestrundfunk, 2011

### Herausgeberschaft
- Zeitzonen. Literatur in Deutschland 2004. Edition Selene, Wien 2004, ISBN 3-85266-233-8.

## Auszeichnungen (Auswahl)
- 1991/93: Preisträgerin Treffen Junger Autoren
- 2000: Stipendium Schloss Wiepersdorf
- 2001: Ernst-Willner-Preis, Klagenfurt
- 2002: Förderpreis für Literatur der Akademie der Künste
- 2003: Stipendium des Heinrich-Heine-Hauses der Stadt Lüneburg
- 2003: Roswitha-Preis
- 2003: Kritikerpreis für Literatur
- 2004: Stipendium der Villa Aurora, Los Angeles
- 2005: Förderpreis des Bremer Literaturpreises; Marburger Literaturpreis
- 2007: Hermann-Hesse-Literaturpreis; Rheingau-Literaturpreis; Nominierung zum Preis der Leipziger Buchmesse
- 2009: Stipendium im „Atelier Müllerhaus“, Lenzburg, Schweiz
- 2012: Writer in Residence am Helsinki Collegium for Advanced Studies[12]
- 2017: Heinrich-Heine-Gastdozentur der Leuphana Universität Lüneburg
- 2018: Calwer Hermann-Hesse-Stipendium
- 2019: Preis der Literaturhäuser
- 2021: Stipendium im Internationalen Künstlerhaus Villa Concordia in Bamberg[15]
- 2021: Deutscher Buchpreis für Blaue Frau

## Sekundärliteratur
- Andreas Erb (Hrsg.): Antje Rávic Strubel. Schlupfloch: Literatur. Aisthesis Verlag, Bielefeld 2016, ISBN 978-3-8498-1153-2.